# ユーコン準州の地方行政区
ユーコン準州の地方行政区の一覧。
カナダのユーコン準州には、行政区分として市・町・村などのコミュニティーがある。
またカナダ統計局の設ける国勢調査区分（Census Division）としては、ユーコン準州は1つの国勢調査区分とされ、その下にコミュニティー単位で国勢調査小区分（Census subdivision）に区分けしている。

## コミュニティー
ユーコン準州にはコミュニティーとして、市が一つ、町が3つ、村が4つ、ハムレットが2つ、居住共同体（Settlement）が13、インディアン居住区（Indian Settlement）が5つ、自治政府が4つ、テスリン部族指定区（Teslin Land）があり、その他に未分類地域（unorganized area）が4つある。
| コミュニティー           | ローマ字表記    | 行政形態   | 2011年 | 2006年 |
| ------------------------ | --------------- | ---------- | ------ | ------ |
| ホワイトホース           | Whitehorse      | 市         | 23,276 | 20,461 |
| ドーソンシティー         | Dawson City     | 町         | 1,319  | 1,327  |
| ワトソン・レイク         | Watson Lake     | 町         | 802    | 846    |
| ヘインズ・ジャンクション | Haines Junction | 村         | 593    | 589    |
| カーマックス             | Carmacks        | 村         | 503    | 425    |
| マウント・ローン         | Mt. Lorne       | ハムレット | 408    | 370    |
| タギッシュ               | Tagish          | 居住共同体 | 391    | 222    |
| ロス・リバー             | Ross River      | 居住共同体 | 352    | 313    |
| イベックス・バレー       | Ibex Valley     | ハムレット | 346    | 376    |
| ファーロ                 | Faro            | 町         | 344    | 341    |
| カークロス               | Carcross        | 居住共同体 | 342    | 331    |
| ペリー・クロッシング     | Pelly Crossing  | 居住共同体 | 336    | 296    |
| オールドクロウ           | Old Crow        | 居住共同体 | 245    | 253    |
| マヨ                     | Mayo            | 村         | 226    | 248    |

### ファースト・ネーション自治政府
ユーコン準州の人口の多くは、ファーストネーション（先住民族）である。1992年にカナダ連邦政府とユーコンインディアン評議会、ユーコン準州政府の間で合意された包括領土協定（the Umbrella Final Agreement Between The Government Of Canada, The Council For Yukon Indians And The Government Of The Yukon）では、14のファーストネーション自治政府に所属する7,000の構成員が署名。その協定に基づき、それぞれのファーストネーション自治政府が独自に自治領土協定を交渉する必要がある。2005年12月現在、当時の14自治政府のうち11が協定合意に至っている。下記がその14自治政府である。
| 自治政府                                                 | ローマ字表記                         | 代表部所在地               | 首長                         |
| -------------------------------------------------------- | ------------------------------------ | -------------------------- | ---------------------------- |
| カークロス/タギッシュ・ファーストネーション              | Carcross/Tagish First Nation         | カークロス                 | Khà Shâde Héni Dan Cresswell |
| シャンペン・アンド・エイシャック・ファーストネーションズ | Champagne and Aishihik First Nations | ヘインズ・ジャンクション   | James Allen                  |
| ナチョ・ナイク・ダン・ファーストネーション               | First Nation of Nacho Nyak Dun       | マヨ                       | Simon Mervyn                 |
| クルアン・ファーストネーション                           | Kluane First Nation                  | バーワッシュ・ランディング | Mathieya Alatini             |
| クワンリン・ダン・ファーストネーション                   | Kwanlin Dün First Nation             | ホワイトホース             | Rick O'Brian                 |
| リヤードリバー・ファーストネーション                     | Liard River First Nation             | ワトソン・レイク           | Liard McMillan               |
| リトルサーモン/カーマックス・ファーストネーション        | Little Salmon/Carmacks First Nation  | カーマックス               | Eddie Skookum                |
| ロスリバー・デネ評議会                                   | Ross River Dena Council              | ロス・リバー               | Jack Caesar                  |
| セルカーク・ファーストネーション                         | Selkirk First Nation                 | ペリー・クロッシング       | Darren Isaac                 |
| ターン・クワッチャン評議会                               | Ta'an Kwach'an Council               | ホワイトホース             | Brenda Sam                   |
| テスリン・トリンギット評議会                             | Teslin Tlingit Council               | テスリン                   | Carl Sidney                  |
| トロンデック・ フウェッチン・ファーストネーション        | Tr’ondëk Hwëch’in First Nation       | ドーソンシティー           | Eddie Taylor                 |
| ヴァントゥット・グウィッチン・ファーストネーション       | Vuntut Gwitchin First Nation         | オールドクロウ             | Joe Linklater                |
| ホワイトリバー・ファーストネーション                     | White River First Nation             | ビーバークリーク           | David Johnny                 |

北極海岸沖のハーシェル島にあったイヌイットの集落は1987年に廃止され、住民は隣接しているノースウエスト準州の土地に移住している。そのためイヌヴィアルイト最終合意の結果、ハーシェル島は現在ハーシェル島キキタルック準州立公園となった。

## 国勢調査区分
カナダ統計局の国勢調査区分に基づき、ユーコン準州は単一の国勢調査区分（Census Division）とされている。